# Trauben-Gamander
Der Trauben-Gamander (Teucrium botrys), auch Feld-Gamander genannt, ist ein Angehöriger der Lippenblütler (Lamiaceae).

## Beschreibung
Die einjährige, selten auch zweijährige krautige Pflanze erreicht eine Wuchshöhe von 10 bis 30 cm. Sie hat einen unangenehmen Geruch. Der Stängel ist aufsteigend, drüsig zottig behaart und unten meist mit bogig aufsteigenden Ästen versehen. Die Blätter sind langgestielt, 1,5 bis 2,5 cm lang, die unteren einfach, die oberen meist doppelt fiederspaltig mit lanzettlich-linealischen Lappen.
Die Blüten stehen zu 2 bis 4 (bis 6) in den Achseln der Laubblätter, sind 10 bis 15 Millimeter lang und besitzen 3 bis 7 Millimeter lange Stiele. Die Krone ist trübrosa, sehr selten auch weiß gefärbt. Die Staubblätter und Griffel ragen weit hervor und sind herabgebogen. Der Kelch ist etwas aufgeblasen, besitzt eine große, nach hinten gerichtete Aussackung und ist dicht drüsig-flaumig behaart. Die beiden unteren Kelchzähne sind kleiner als die 3 oberen. Die Unterlippe der Blütenkrone ist schwach behaart und hat einen großen, konkaven, mit dunkelpurpurnen Strichen und Flecken versehenen Mittellappen. Die vorderen Seitenlappen sind ausgebreitet, die hinteren sind klein, spitz und aufgerichtet. Die Staubblätter und der Griffel sind weit vorragend und herabgebogen. Die Nüsschen sind fast kugelig, 1,5 bis 2 mm lang, grubig-rau und besitzen eine von einer tiefen Furche umzogene Anheftungsfläche.
Die Art blüht von Juli bis Oktober.
Die Chromosomenzahl beträgt 2n = 10, seltener 32.

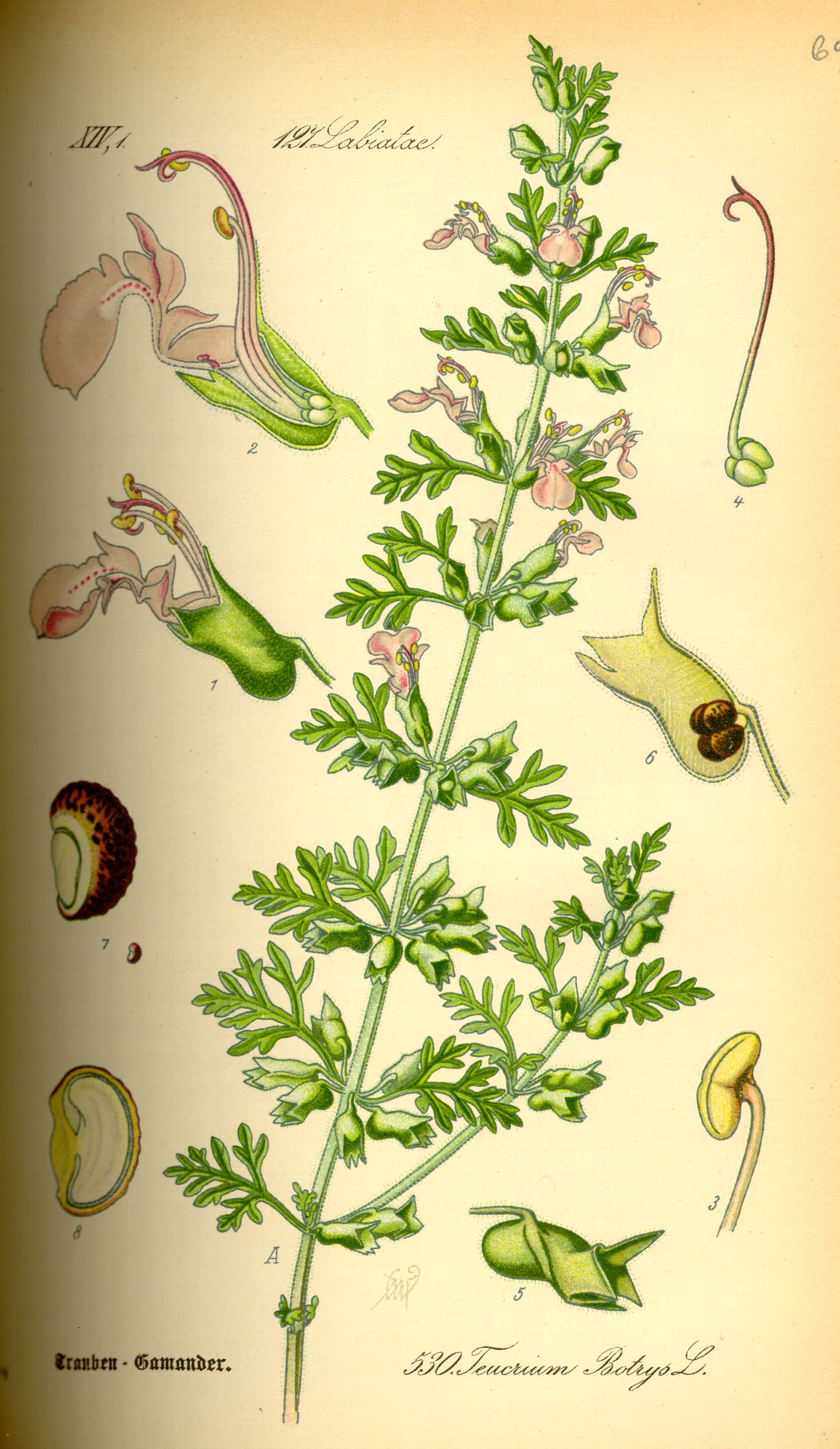
Trauben-Gamander (Teucrium botrys), Illustration

## Ökologie
Die Blüten zeigen die Eigentümlichkeit, dass sich die Blütenstiele oft nach rechts drehen, so dass die Unterlippe nach links oder selbst nach oben zu liegen kommt. Diese schwach angedeutete, so genannte Resupination, tritt bei einigen mediterranen Arten regelmäßig auf.
Die Blüten werden durch Bienen der Gattungen Anthidium und Sphecodes bestäubt. Auch Selbstbestäubung soll vorkommen.

## Verbreitung und Standortansprüche
Der Trauben-Gamander wächst in Äckern, Weinbergen, Lesesteinhaufen, Kiesgruben, Steinbrüchen, auf Geröllhalden, an Bahndämmen und an Ruderalstellen. Er kommt besonders auf kalkhaltigen, humus- und feinerdearmen Böden vor, gelegentlich ist er auch auf kalkarmem Gestein zu finden. Er ist in Mitteleuropa eine Charakterart des Teucrio-Melicetum aus dem Verband Seslerio-Festucion pallentis. Er steigt im Schweizer Jura bis 1020 Meter, im Allgäu bis 1300 Meter, im Kanton Wallis bis 1440 Meter und in Tirol bis 1500 Meter Meereshöhe auf.

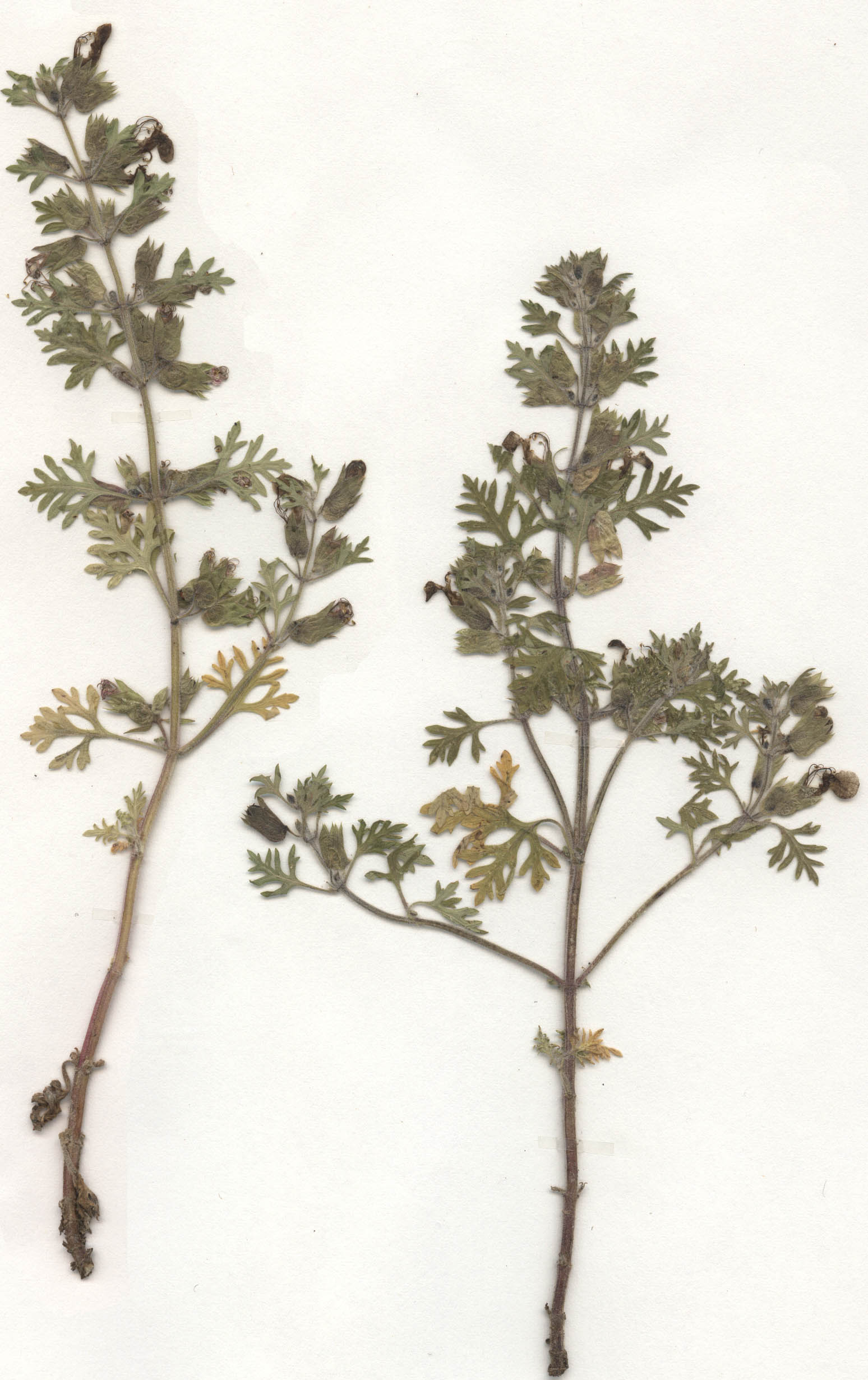
Trauben-Gamander (Teucrium botrys), Herbarbeleg

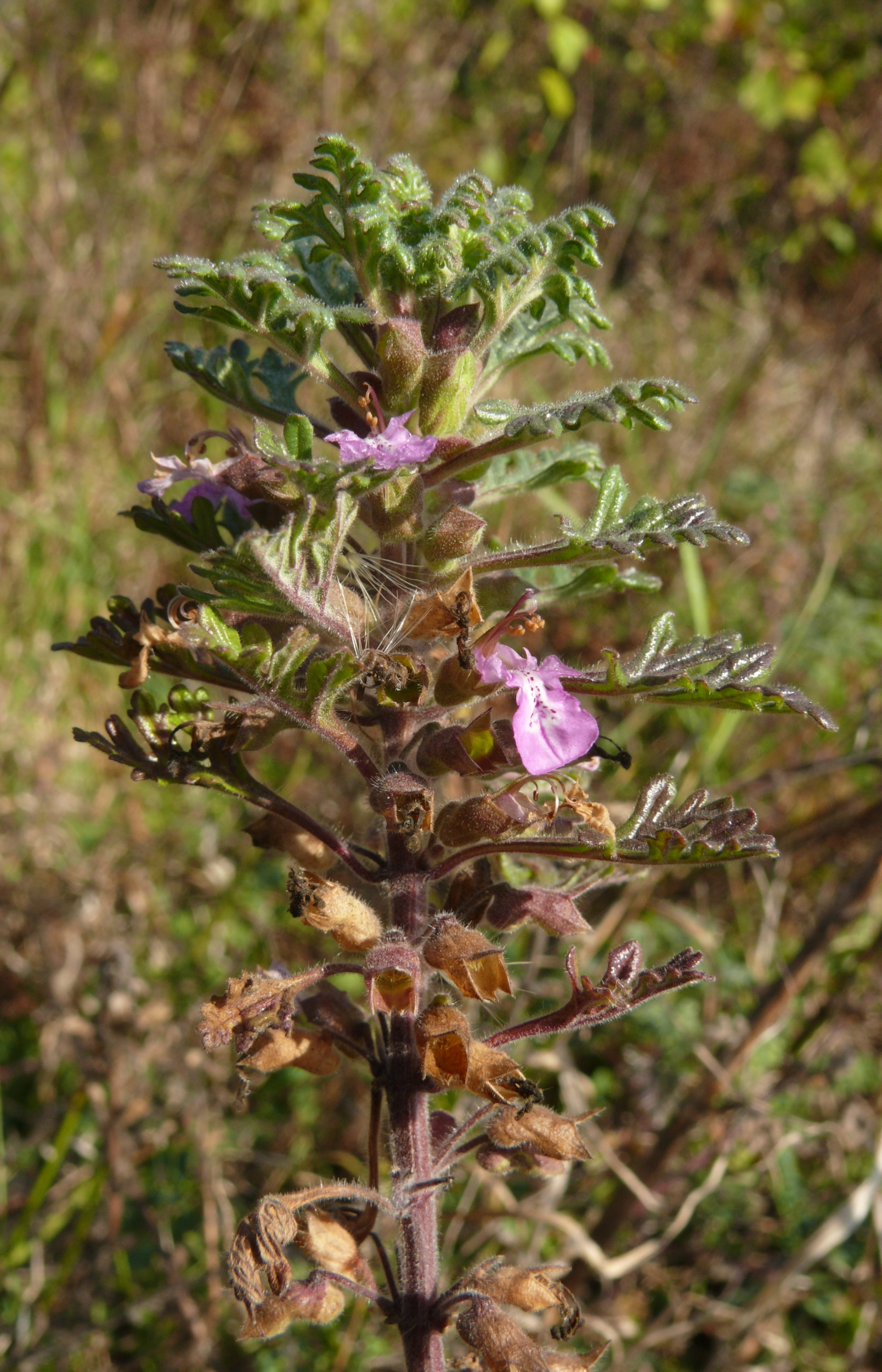
Trauben-Gamander (Teucrium botrys)

Teucrium botrys kommt vom westlichen Mittelmeergebiet mit Algerien und Marokko bis Mittel- und Osteuropa vor. Er dringt östlich bis Polen, die Ukraine und den nördlichen Balkan vor.  Er ist ein submediterran-subatlantisches Florenelement. In Österreich und der Schweiz findet man ihn allgemein zerstreut vor. Gebietsweise ist er auch gefährdet.
Die ökologischen Zeigerwerte nach Landolt et al. 2010 sind in der Schweiz: Feuchtezahl F = 1+w+ (sehr trocken aber stark wechselnd), Lichtzahl L = 4 (hell), Reaktionszahl R = 4 (neutral bis basisch), Temperaturzahl T = 4+ (warm-kollin), Nährstoffzahl N = 2 (nährstoffarm), Kontinentalitätszahl K = 4 (subkontinental).
Der Trauben-Gamander kommt in Deutschland in den südlichen Kalkgebieten zerstreut bis verbreitet vor (unter anderem Oberrhein- und Neckargebiet, Pfalz). Darüber hinaus ist er selten oder nur verschleppt aufzufinden.

## Nutzung
Der Trauben-Gamander wurde nur gelegentlich als Arzneipflanze kultiviert.